# Christiane F. – Wir Kinder vom Bahnhof Zoo
Christiane F. – Wir Kinder vom Bahnhof Zoo ist ein deutscher Spielfilm aus dem Jahr 1981. Das Filmdrama, zugleich eine Filmbiografie, erzählt aus dem Leben der drogenabhängigen Jugendlichen Christiane Felscherinow. Der Film entstand nach dem Buch Wir Kinder vom Bahnhof Zoo, das mit Hilfe von Christiane F. nach Tonbandprotokollen und Recherchen von Kai Hermann und Horst Rieck 1978 veröffentlicht wurde.

## Handlung
Der Film erzählt das Leben der zu Beginn des Films 13-jährigen Christiane Felscherinow aus Berlin-Gropiusstadt.
Um 1975 kommt sie über Freunde erstmals mit illegalen Drogen in Berührung. Sie erzählt ihrer Mutter, sie würde bei ihrer Freundin Kessi übernachten, verbringt jedoch fast jedes Wochenende in der einschlägig bekannten Diskothek Sound.
Zunächst konsumiert sie LSD und Cannabis, steigt später auf Heroin um. Um ihren Drogenkonsum zu finanzieren, beginnt Christiane mit 14 Jahren, sich am Bahnhof Zoo auf dem Babystrich zu prostituieren. Ihr Freund Detlef, selbst Strichjunge und ebenfalls heroinabhängig, kann sie davon nicht abhalten.
Christianes Mutter erfährt erst in diesem Stadium von der Sucht ihrer Tochter. Sie veranlasst, dass Christiane und Detlef zu Hause einen Drogenentzug machen. Allerdings verfallen beide bereits am ersten „cleanen“ Tag wieder ihrer Sucht. Für Christiane wird es immer schwerer, diese zu finanzieren und sie prostituiert sich erneut.
Detlef zieht, nachdem sich sein Freund Axel, bei dem er bis dahin wohnte, den „Goldenen Schuss“ gesetzt hat, bei seinem Freier ein, wodurch Christianes und Detlefs Beziehung zerbricht. Nachdem Christiane in der Zeitung vom Drogentod ihrer besten Freundin mit 14 Jahren erfährt, die eigentlich einen Entzug machen wollte, ist sie erschüttert und beschließt, sich ebenfalls den „Goldenen Schuss“ zu setzen. Ihren Suizidversuch überlebt sie und wird von ihrer Mutter in ein Dorf nahe Hamburg zu ihrer Großmutter und Tante gebracht.
Der Film endet mit ihrer Aussage, dass sie nun seit eineinhalb Jahren clean sei. Detlefs Schicksal ist jedoch ungewiss. Im Abspann ist zu lesen, dass Atze und Axel noch im selben Jahr an ihrer Drogensucht gestorben sind.

## Hintergrund
Der Film war ursprünglich ein Projekt des Regisseurs Roland Klick, der nach langer Vorbereitungszeit zwei Wochen vor Drehbeginn mit den Produzenten in einen solchen Streit geriet, dass die Produktionsfirma Solaris den Film letztendlich von Uli Edel inszenieren ließ.
Der an Originalschauplätzen und zum Teil mit Laiendarstellern gedrehte Film ist eine Studie des Drogen- und Prostitutions-Milieus.
Regisseur Uli Edel bekam Unterstützung von David Bowie, dessen Konzert in Berlin die wirkliche Christiane F. besucht hatte. Diese Szenen wurden eigens für den Film im New Yorker Hurrah Club – Bowie spielte gerade The Elephant Man am Broadway – am 9. Dezember 1980 nachgedreht. Das Deutschlandhallen-Publikum stammt jedoch wirklich aus Berlin, welches Regisseur Edel zuvor bei einem AC/DC-Konzert in der Deutschlandhalle filmte.
In der Filmszene, in der Christiane F., gespielt von Schauspielerin Natja Brunckhorst, direkt vor der Konzertbühne steht und den Popstar aus nächster Nähe beeindruckt beobachtet, singt Bowie den Titelsong des 1976 erschienenen Albums Station to Station. Als sich Christiane F. und ihr Freund Detlef später in der Diskothek Sound wieder begegnen, läuft über die Anlage des Musikclubs der Bowie-Song TVC 15 vom selben Album.
Vorlage für den Film war die Biografie Wir Kinder vom Bahnhof Zoo, die mit Hilfe von Christiane F. nach Tonbandprotokollen und Recherchen der Stern-Mitarbeiter Kai Hermann und Horst Rieck 1977/1978 entstanden war. Die Dreharbeiten für den Film fanden von August bis November 1980 statt, die Uraufführung war am 2. April 1981.
Während der offiziellen Uraufführung verließ die anwesende Christiane Felscherinow das Kino, da sie die schauspielerische Darstellung ihres Lebens auf der Leinwand, wie sie am 15. Mai 2007 in der ARD-Talkshow Maischberger erzählte, nicht ertragen konnte, etwa die Darstellung ihres ersten Geschlechtsverkehrs mit ihrem damaligen Jugendfreund Detlef, im Film gespielt von den beiden Schauspielern Natja Brunckhorst und Thomas Haustein. Auch habe sie das Kino vorzeitig verlassen, um anschließenden Fragen der Journalisten und Besucher nach der Uraufführung zu entgehen.
Die realistischen Darstellungen des „Fixens“, Christianes ungeschönt inszenierte Erlebnisse mit ihren Freiern und die in aller Offenheit gezeigten Szenen eines Cold Turkeys – in einer Szene muss Natja Brunckhorst als Christiane F. beispielsweise intensiv an eine Wand erbrechen, in einer anderen fällt sie mit dem Kopf in eine von den Requisiteuren als völlig verdreckt hergerichtete Toilettenschüssel – „waren so noch nie im deutschen Kino gezeigt worden und schockierten eine ganze Elterngeneration“.
In Großbritannien und den USA wurde der Film für die alte VHS-Fassung sowie auch für sonstige öffentliche Vorführungen stark geschnitten (um rund vier Minuten), da einige Szenen jugendgefährdend seien. Auch die komplett ungekürzte DVD-Fassung wurde in diesen beiden Ländern erst ab 18 Jahren freigegeben, während sie in Deutschland ab 16 Jahren erhältlich ist.
Im deutschen Fernsehen war der Film erstmals am 29. Juni 1986 im Ersten Fernsehprogramm der ARD zu sehen.

## Kritiken
„Der Film – nach den Tonbandprotokollen einer 15jährigen – unterscheidet sich durch Ernsthaftigkeit und das Bemühen um Verständnis durchaus positiv von den spekulativen Produkten ähnlicher Thematik, dennoch weiß er sich nicht so recht aus den Klischees über Jugendliche, Drogenkonsum und Prostitution zu befreien. Auch verfällt er hin und wieder der grellen Faszination des Milieus.“

„Ich will nicht ungerecht sein. Niemand wird sich einen Film wünschen, der noch mehr Kinder zum Rauschgift und zur Prostitution treibt. Die heimliche Idolisierung der Figur Christiane F., die das Schloßtheater von Moers im letzten Herbst bewog, die von ihm selbst bestellte Bühnenbearbeitung dann doch nicht aufzuführen, findet in Ulrich Edels Film immerhin nicht statt. Aber das allein ist zu wenig für 132 Minuten.“

„Der Film ‚Christiane F.‘ umgeht nahezu alle Fakten, die zu wissen nötig sind, um die Genese drogenabhängigen Verhaltens zu verstehen. Wo das Drehbuch Präventionspädagogik vorgibt, verfolgt die szenische Realisierung eine fragwürdige, weil unglaubwürdige Abschreckungsstrategie, die sowohl in der Drogenprävention als auch in der allgemeinen Erziehung längst als wirkungslos erwiesen ist. Schlimmer noch: unter Umständen kann sie sogar stimulierend wirken.

Diese Tendenz wird nicht zuletzt durch eine unkritische Ästhetisierung der Drogenabhängigkeit unterstützt, die in einigen Szenen fast zur Heroisierung der Hauptfiguren wird.“

## Auszeichnungen
1981 gewann der Film die Goldene Leinwand. Im selben Jahr wurde Christiane F. – Wir Kinder vom Bahnhof Zoo beim Montreal World Film Festival in der Kategorie Most Popular Film ausgezeichnet.
Im Jahr 1982 war Natja Brunckhorst in der Kategorie „Beste Darstellerin International“ für den deutschen Filmpreis Jupiter nominiert. Uli Edel erhielt eine Jupiter-Nominierung für den besten internationalen Kinofilm.